# バリオバーン
バリオバーン（Variobahn）は、ドイツで開発された路面電車路線向けの超低床電車。複数の企業を経て、2020年現在はスイスのシュタッドラー・レールによって展開されており、展開当初はバリオトラム（Variotram）とも呼ばれていた。

## 概要

### 構造
バリアフリーに適した、床上高さを350 mmまで下げた連接式の超低床電車。設計にはモジュール構造を採用しており、顧客の需要に応じて様々な軌間や車幅、編成長が選択可能である。両開き式の乗降扉の幅は1,350 mmと広く、乗客の乗降の容易化や迅速化に貢献している。付随台車は車軸を持たない独立車輪台車が用いられている一方、動力台車については各車輪の外側に主電動機が設置された（ハブモーター方式）独立車輪式台車と車軸を有する通常のボギー台車の2種類が存在しており、前者は車内全体が低床構造（低床率100 %）である一方、後者は騒音や振動が抑制される反面動力台車が存在する車体の床上高さが高くなっている（低床率65 %）。2020年現在製造が行われているのは前者である。

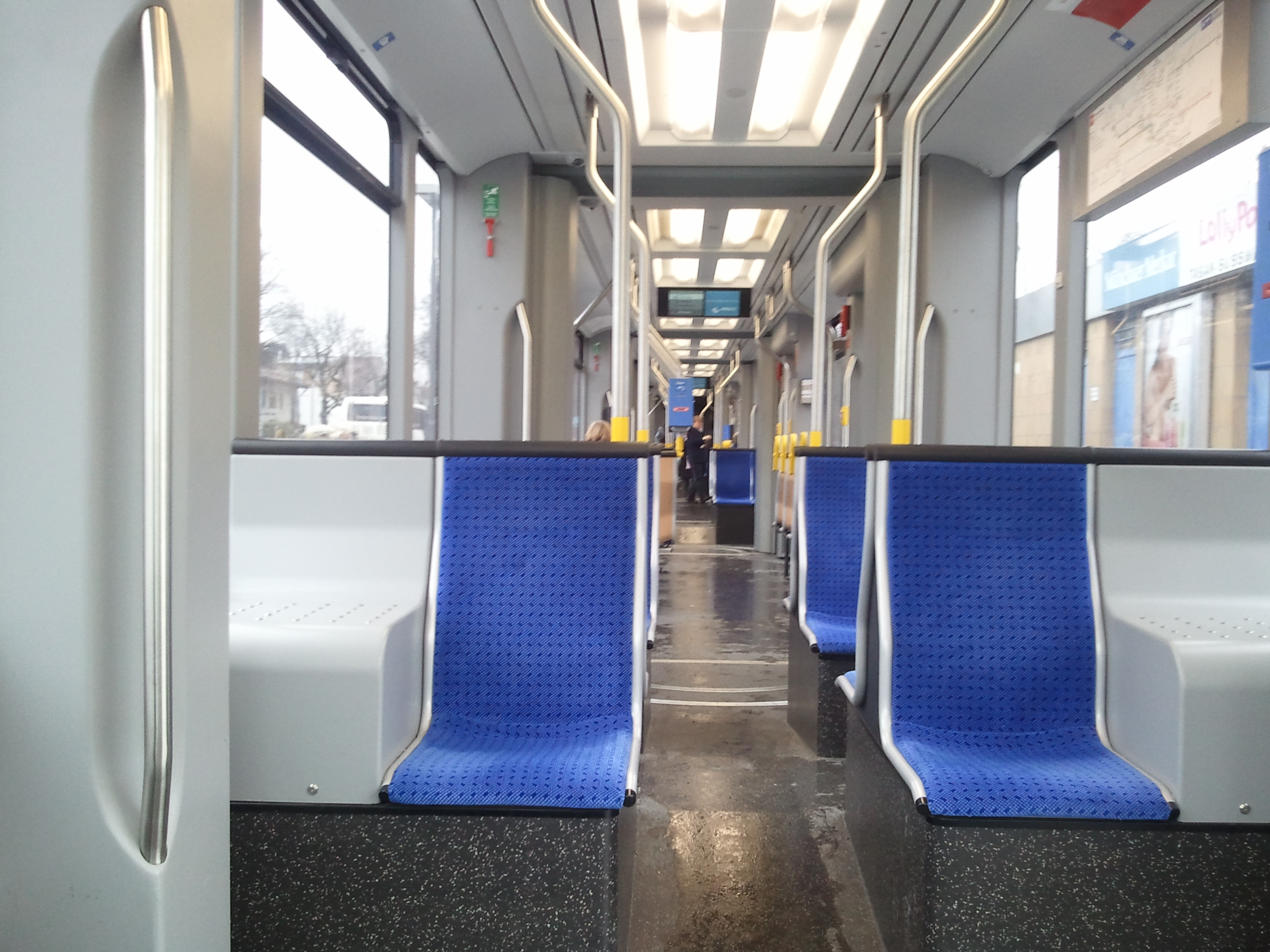
車内（ミュンヘン）
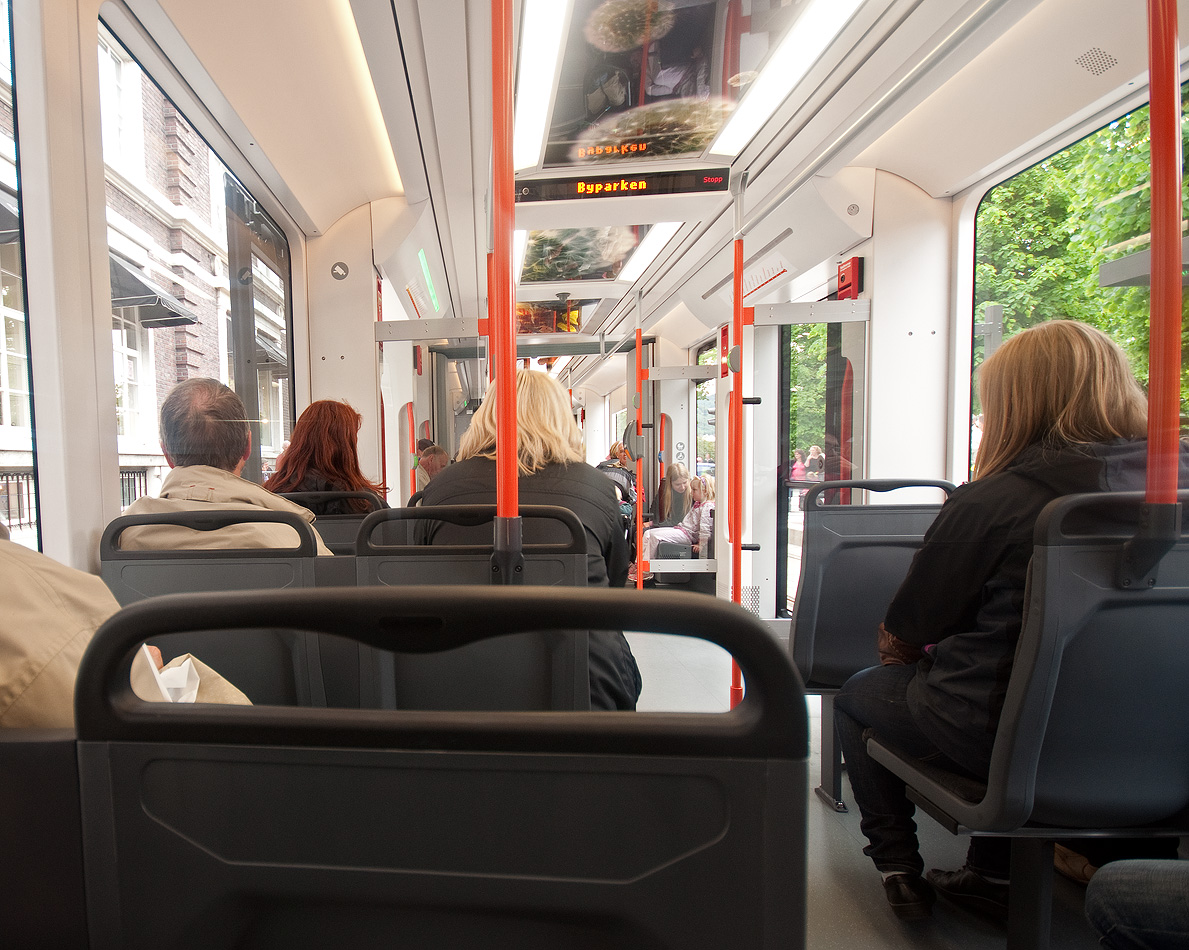
車内（ベルゲン）
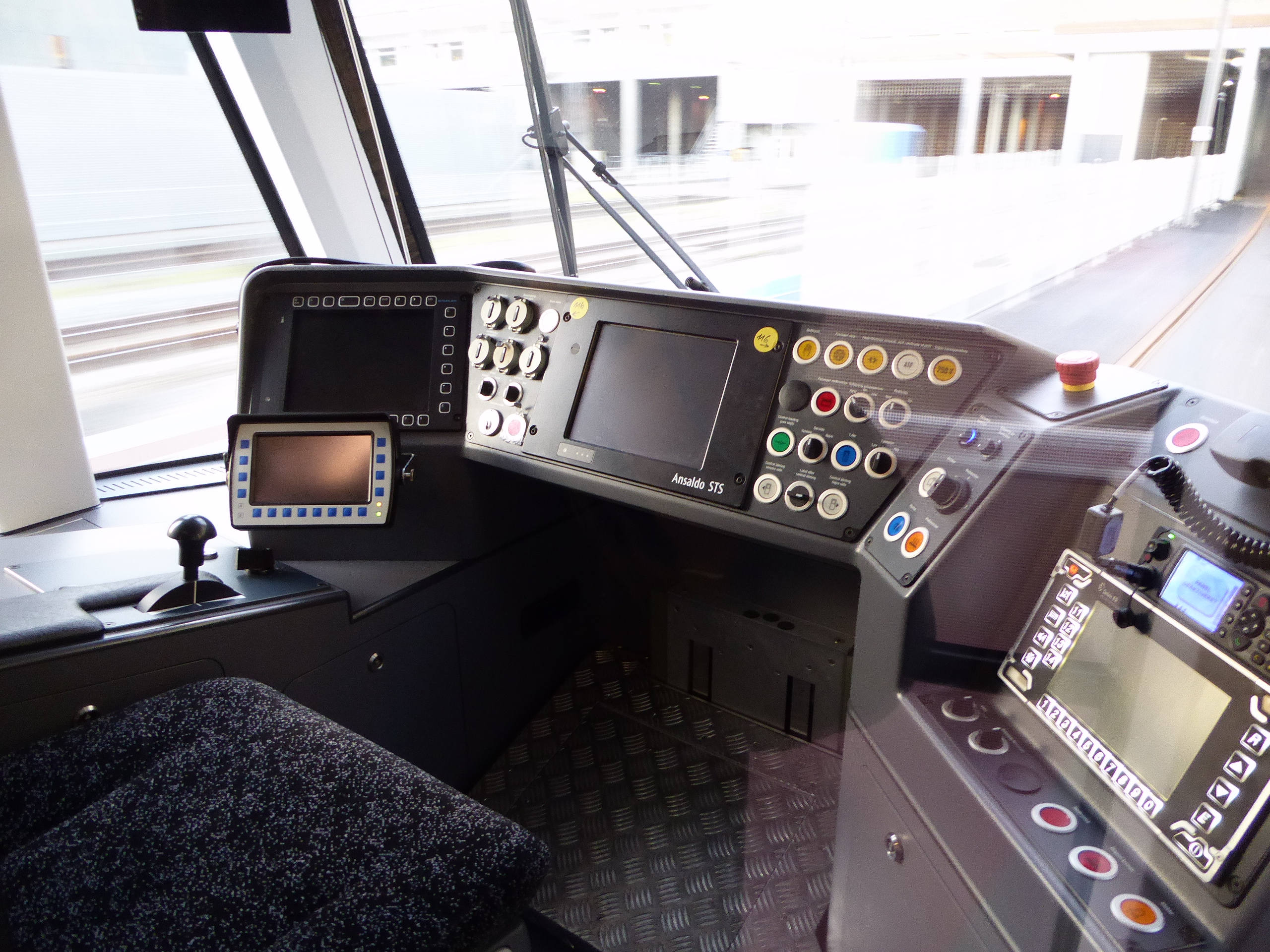
運転台（オーフス）

### 製造企業について
バリオバーンは元々ABB（ABBヘンシェル）が開発した車両であったが、1996年に鉄道車両部門がAEGの鉄道車両部門と合併しアドトランツとなり、バリオバーンは同社が展開する超低床電車ブランドとなった。
その後、アドトランツは2001年にボンバルディア・トランスポーテーションへ吸収されたが、独占禁止法に抵触するという理由からバリオバーンのライセンスや販売権についてはスイスのシュタッドラー・レールへと移管された。ただしライン＝ネッカー交通やシティバーン・ケムニッツ向けなどそれ以前に契約が完了していた車両については引き続きボンバルディア・トランスポーテーションが製造する事となり、オプション分の発注を含め2010年代まで製造が実施された。一方、シュタッドラー・レールではドイツの首都・ベルリンのパンコウ区にある工場を用いて2005年からバリオバーンの製造を再開しており、ドイツ国内に加えてイギリス・ロンドンを始めとした世界各地の路面電車へ向けての生産を実施している。
これら以外に、フィンランドのヘルシンキ市電向けに製造された車両については、同国の鉄道車両メーカーであったトランステック（現：シュコダ・トランスポーテーション）とアドトランツおよびボンバルディア・トランスポーテーションの共同生産が実施されている。

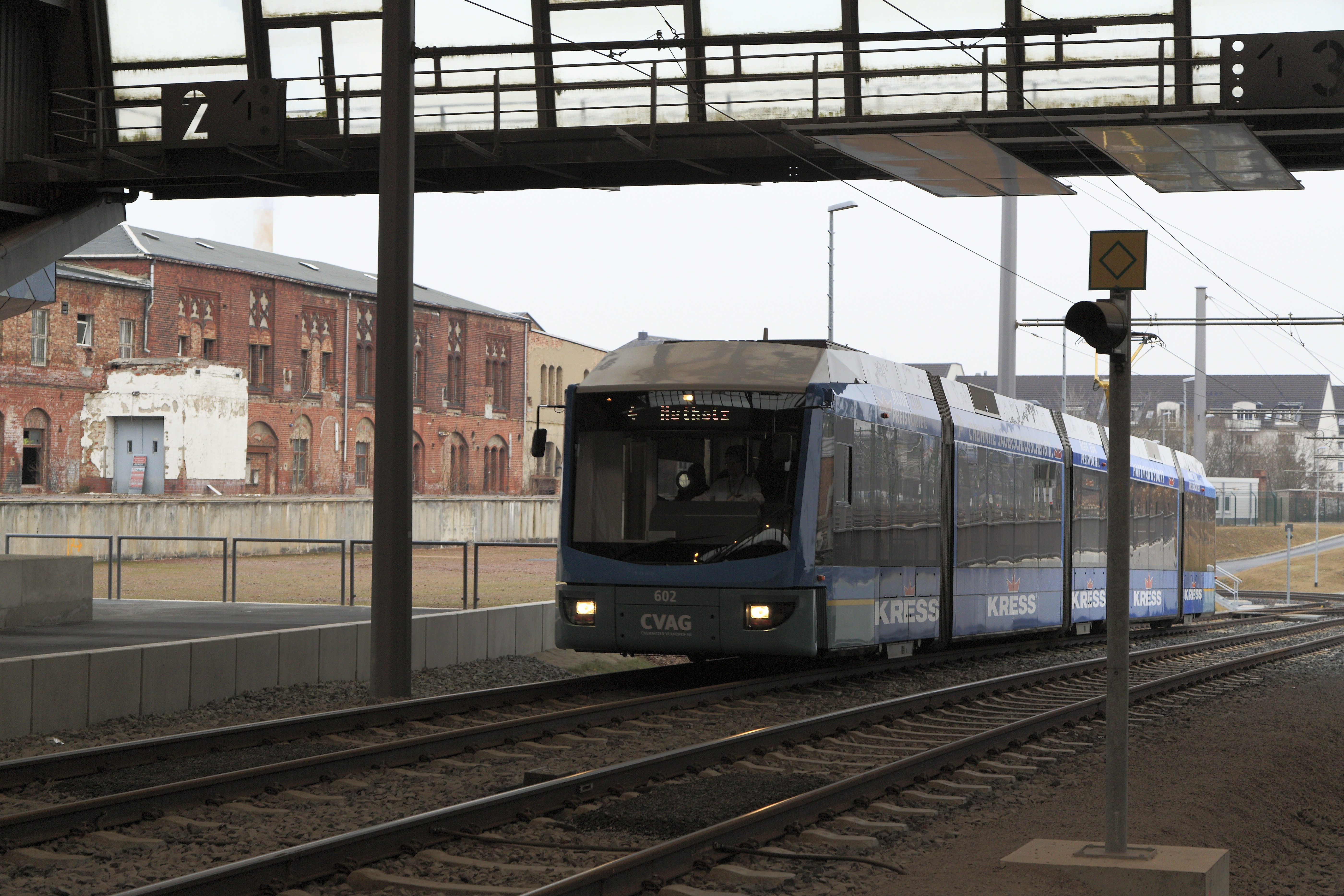
ABBヘンシェル製車両（ドイツ：ケムニッツ）
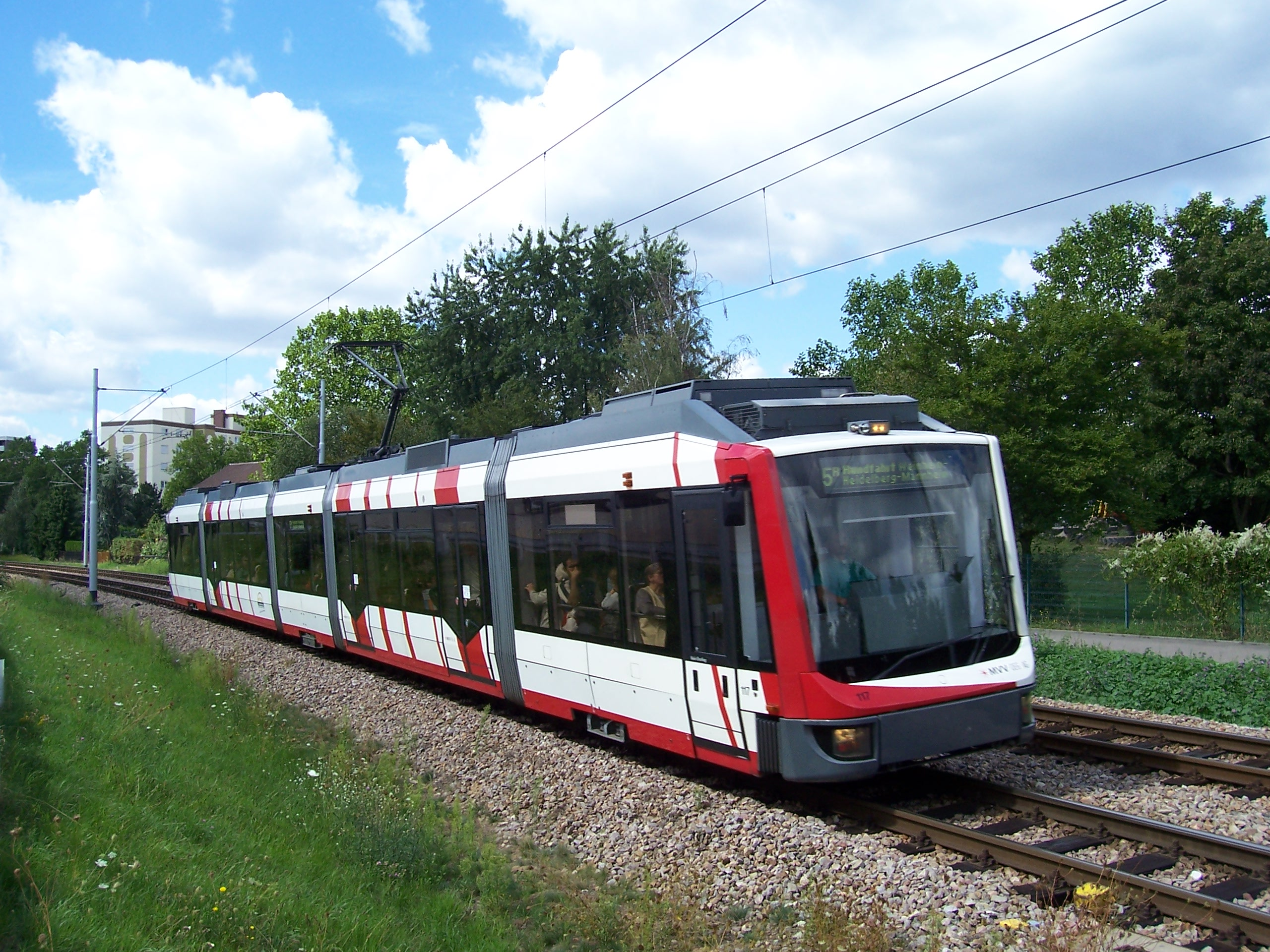
アドトランツ製車両（ドイツ：ライン＝ネッカー大都市圏）
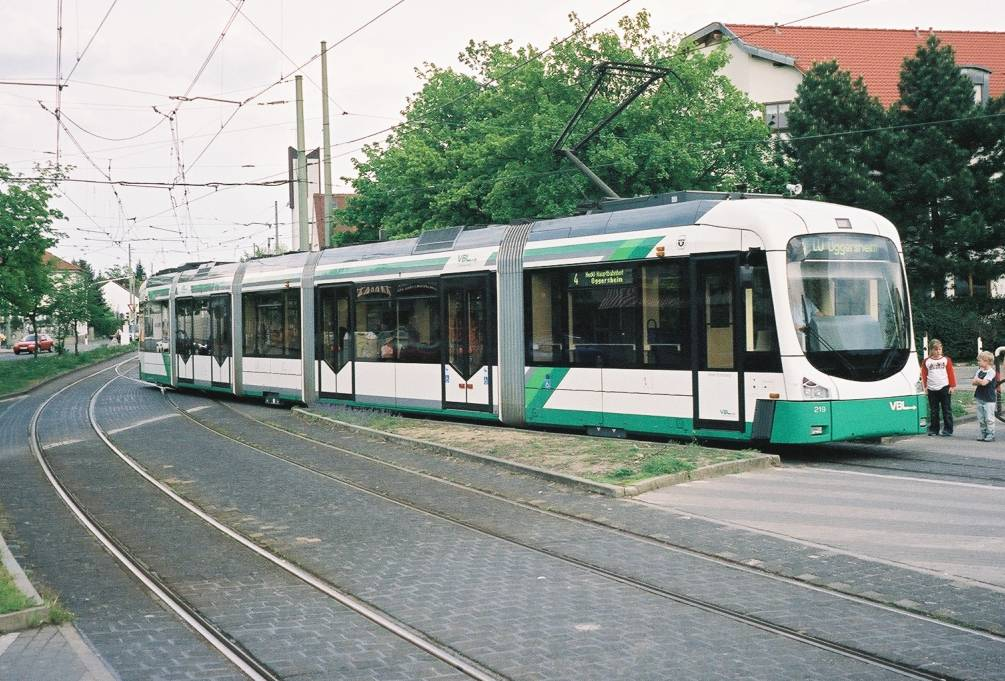
ボンバルディア・トランスポーテーション製車両（ドイツ：ライン＝ネッカー大都市圏）
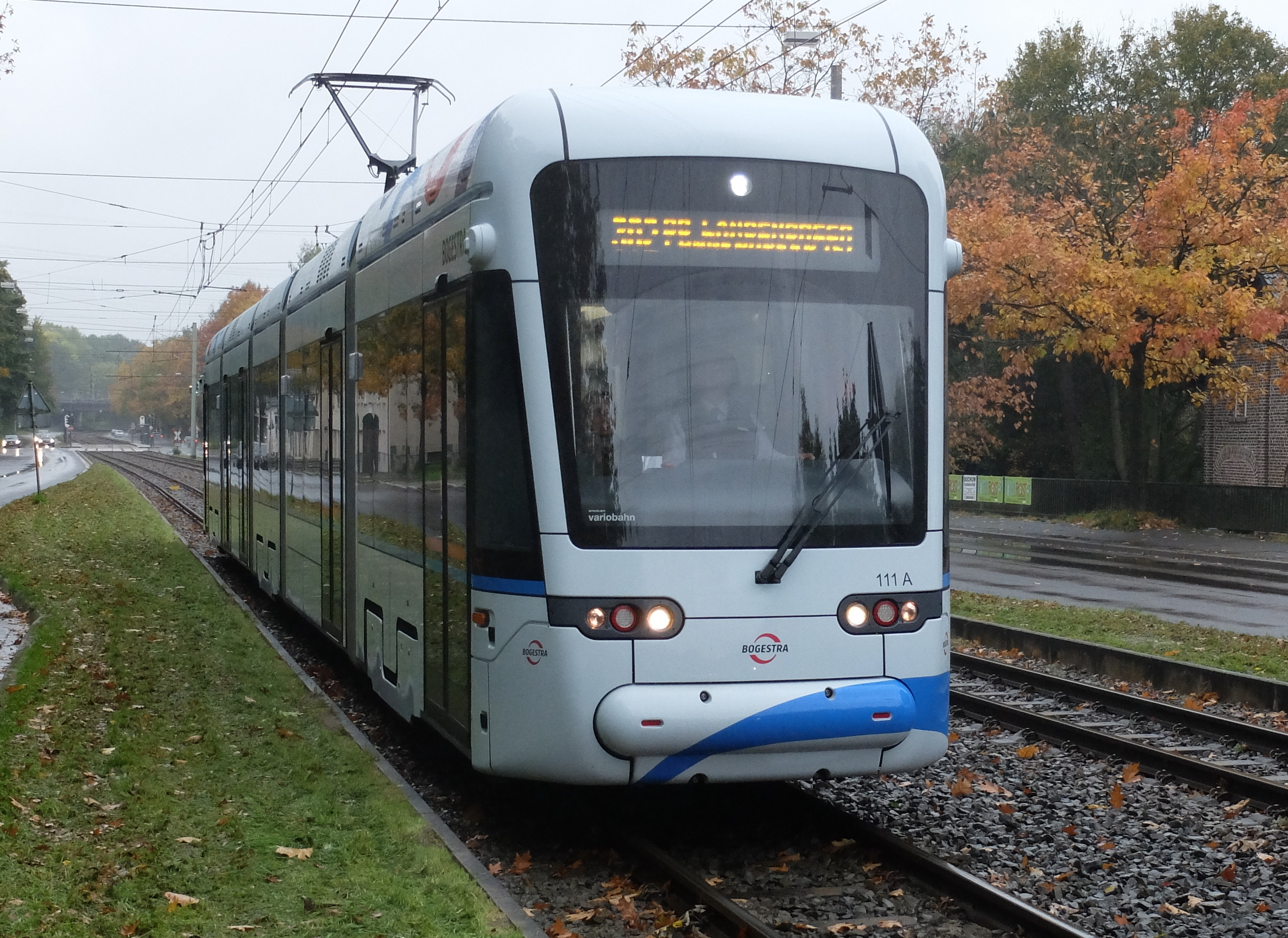
シュタッドラー・レール製車両（ドイツ：ボーフム）

## 運用
1993年にドイツ・ケムニッツ（ケムニッツ市電）に試作車が導入されて以降、2020年の時点でバリオバーンは以下の地域に向けて製造されている。ただしオーストラリア・シドニー（インナーウエスト・ライトレール）向け車両やフィンランド・ヘルシンキ（ヘルシンキ市電）向け車両など一部については2020年時点で営業運転から退いている。
| バリオバーン 導入都市一覧 | バリオバーン 導入都市一覧                                     | バリオバーン 導入都市一覧                  | バリオバーン 導入都市一覧 | バリオバーン 導入都市一覧 | バリオバーン 導入都市一覧 | バリオバーン 導入都市一覧 | バリオバーン 導入都市一覧                                                                                        |
| 国                        | 都市                                                          | 製造企業                                   | 編成                      | 運転台                    | 両数                      | 軌間                      | 備考・参考 |
| ------------------------- | ------------------------------------------------------------- | ------------------------------------------ | ------------------------- | ------------------------- | ------------------------- | ------------------------- | --- |
| ドイツ                    | ケムニッツ (ケムニッツ交通)                                   | ABBヘンシェル                              | 5車体連接車               | 片運転台                  | 1両                       | 1,435mm                   | 詳細は「バリオバーン (ケムニッツ市電)」を参照 試作車                                                             |
| ドイツ                    | ケムニッツ (ケムニッツ交通)                                   | アドトランツ                               | 5車体連接車               | 片運転台                  | 13両                      | 1,435mm                   | 詳細は「バリオバーン (ケムニッツ市電)」を参照 量産車                                                             |
| ドイツ                    | ケムニッツ (ケムニッツ交通)                                   | アドトランツ                               | 5車体連接車               | 両運転台                  | 10両                      | 1,435mm                   | [ 1 ] [ 13 ] |
| ドイツ                    | ケムニッツ (シティバーン・ケムニッツ)                         | アドトランツ                               | 5車体連接車               | 両運転台                  | 6両                       | 1,435mm                   | 詳細は「ケムニッツ・モデル#バリオバーン」を参照 トラムトレイン用車両                                             |
| ドイツ                    | ライン＝ネッカー大都市圏 (ライン＝ネッカー交通)               | アドトランツ                               | 5車体連接車               | 両運転台                  | 6両                       | 1,000mm                   | 詳細は「ライン＝ネッカー・バリオバーン」を参照 部分超低床電車（低床率65%） 5号線（旧：オーバーライン鉄道）用車両 |
| ドイツ                    | ライン＝ネッカー大都市圏 (ライン＝ネッカー交通)               | ボンバルディア                             | 5車体連接車               | 両運転台                  | 40両                      | 1,000mm                   | 詳細は「ライン＝ネッカー・バリオバーン」を参照 部分超低床電車（低床率65%） 5号線（旧：オーバーライン鉄道）用車両 |
| ドイツ                    | ライン＝ネッカー大都市圏 (ライン＝ネッカー交通)               | ボンバルディア                             | 5車体連接車               | 片運転台                  | 16両                      | 1,000mm                   | 詳細は「ライン＝ネッカー・バリオバーン」を参照 部分超低床電車（低床率65%） マンハイム市電用車両                  |
| ドイツ                    | ライン＝ネッカー大都市圏 (ライン＝ネッカー交通)               | ボンバルディア                             | 5車体連接車               | 両運転台                  | 3両                       | 1,000mm                   | 詳細は「ライン＝ネッカー・バリオバーン」を参照 部分超低床電車（低床率65%） マンハイム市電用車両                  |
| ドイツ                    | ライン＝ネッカー大都市圏 (ライン＝ネッカー交通)               | ボンバルディア                             | 5車体連接車               | 片運転台                  | 8両                       | 1,000mm                   | 詳細は「ライン＝ネッカー・バリオバーン」を参照 部分超低床電車（低床率65%） ルードヴィヒスハーフェン市電用車両    |
| ドイツ                    | ライン＝ネッカー大都市圏 (ライン＝ネッカー交通)               | ボンバルディア                             | 5車体連接車               | 片運転台                  | 16両                      | 1,000mm                   | 詳細は「ライン＝ネッカー・バリオバーン」を参照 部分超低床電車（低床率65%） ハイデルベルク市電用車両              |
| ドイツ                    | デュースブルク                                                | アドトランツ                               | 5車体連接車               | 両運転台                  | 1両                       | 1,435mm                   | 試作車のみ導入、2015年に運用を離脱後ノルウェーで保存                                                             |
| ドイツ                    | ボーフム ゲルゼンキルヒェン (ボーフム/ゲルゼンキルヒェン市電) | シュタッドラー                             | 5車体連接車               | 両運転台                  | 87両                      | 1,435mm                   | 詳細は「バリオバーン (ボーフム/ゲルゼンキルヒェン市電)」を参照                                                   |
| ドイツ                    | ニュルンベルク (ニュルンベルク市電)                           | シュタッドラー                             | 5車体連接車               | 片運転台                  | 8両                       | 1,435mm                   | 詳細は「ニュルンベルク市電GTV6形電車」を参照                                                                     |
| ドイツ                    | ミュンヘン (ミュンヘン市電)                                   | シュタッドラー                             | 5車体連接車               | 片運転台                  | 14両                      | 1,435mm                   | 詳細は「ミュンヘン市電S形電車」を参照                                                                            |
| ドイツ                    | ポツダム (ポツダム市電)                                       | シュタッドラー                             | 5車体連接車               | 片運転台                  | 18両                      | 1,435mm                   | [ 21 ] |
| ドイツ                    | マインツ (マインツ市電)                                       | シュタッドラー                             | 5車体連接車               | 片運転台                  | 19両                      | 1,000mm                   | [ 22 ] |
| イギリス                  | ロンドン(クロイドン) (トラムリンク)                           | シュタッドラー                             | 5車体連接車               | 両運転台                  | 12両                      | 1,435mm                   | [ 4 ] [ 23 ] |
| オーストラリア            | シドニー (インナーウエスト・ライトレール)                     | アドトランツ                               | 5車体連接車               | 両運転台                  | 7両                       | 1,435mm                   | 詳細は「バリオバーン (シドニー・ライトレール)」を参照 2015年までに営業運転を終了                                 |
| オーストリア              | グラーツ (グラーツ市電)                                       | シュタッドラー                             | 5車体連接車               | 片運転台                  | 45両                      | 1,435mm                   | 詳細は「バリオバーン (グラーツ市電)」を参照                                                                      |
| デンマーク                | オーフス (オーフス・ライトレール)                             | シュタッドラー                             | 5車体連接車               | 両運転台                  | 14両                      | 1,435mm                   | [ 26 ] |
| デンマーク                | オーデンセ (オーデンセ・ライトレール)                         | シュタッドラー                             | 5車体連接車               | 両運転台                  | 16両                      | 1,435mm                   | [ 27 ] [ 28 ] |
| ノルウェー                | ベルゲン (ベルゲン・ライトレール)                             | シュタッドラー                             | 5車体連接車               | 両運転台                  | 20両                      | 1,435mm                   | 5車体連接車は2016年以降7車体連接車へ改造                                                                         |
| ノルウェー                | ベルゲン (ベルゲン・ライトレール)                             | シュタッドラー                             | 7車体連接車               | 両運転台                  | 14両                      | 1,435mm                   | 5車体連接車は2016年以降7車体連接車へ改造                                                                         |
| フィンランド              | ヘルシンキ (ヘルシンキ市電)                                   | アドトランツ ボンバルディア トランステック | 5車体連接車               | 片運転台                  | 40両                      | 1,000mm                   | 詳細は「バリオバーン (ヘルシンキ市電)」を参照 2018年までに営業運転を終了                                         |

## ギャラリー

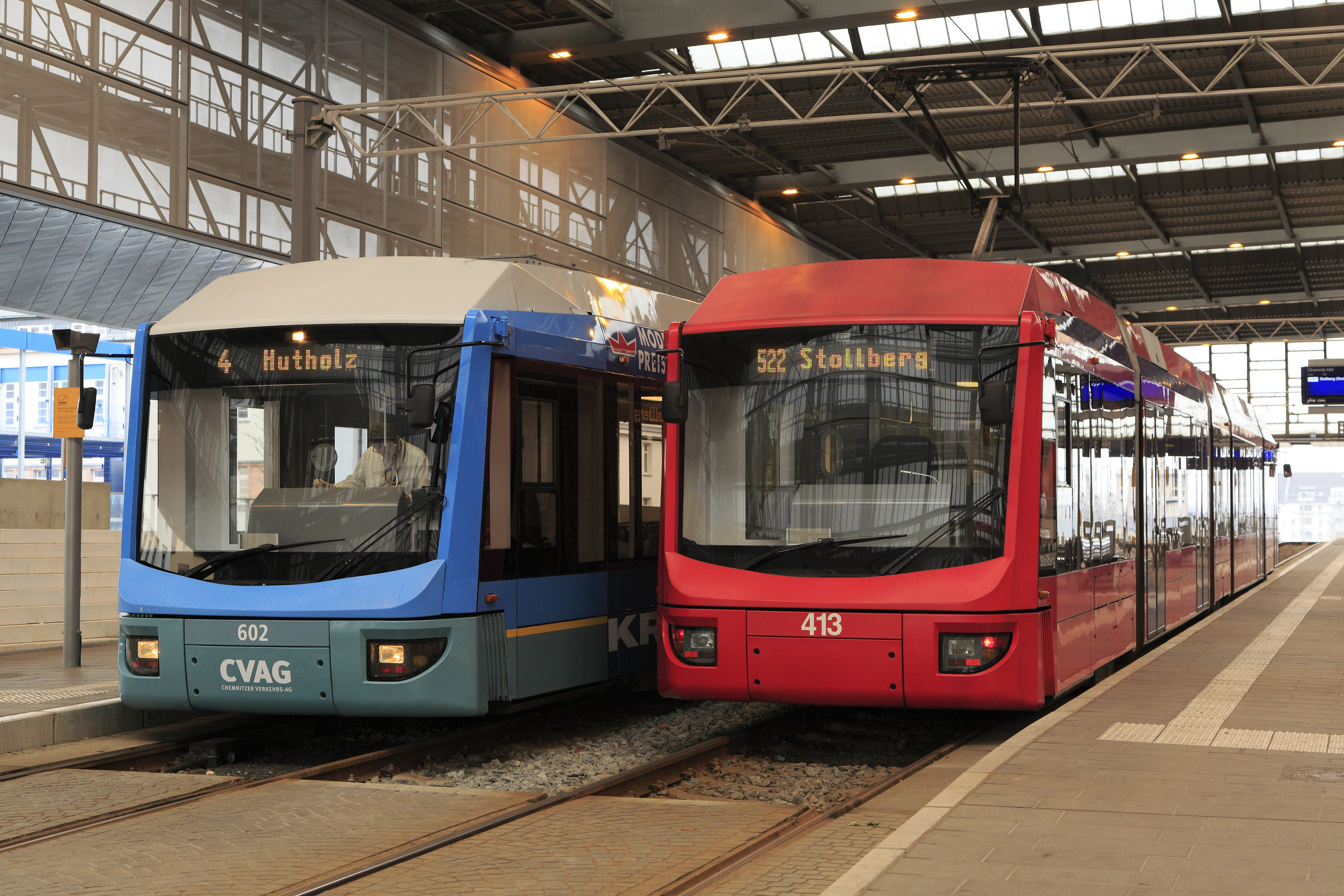
ドイツ：ケムニッツ
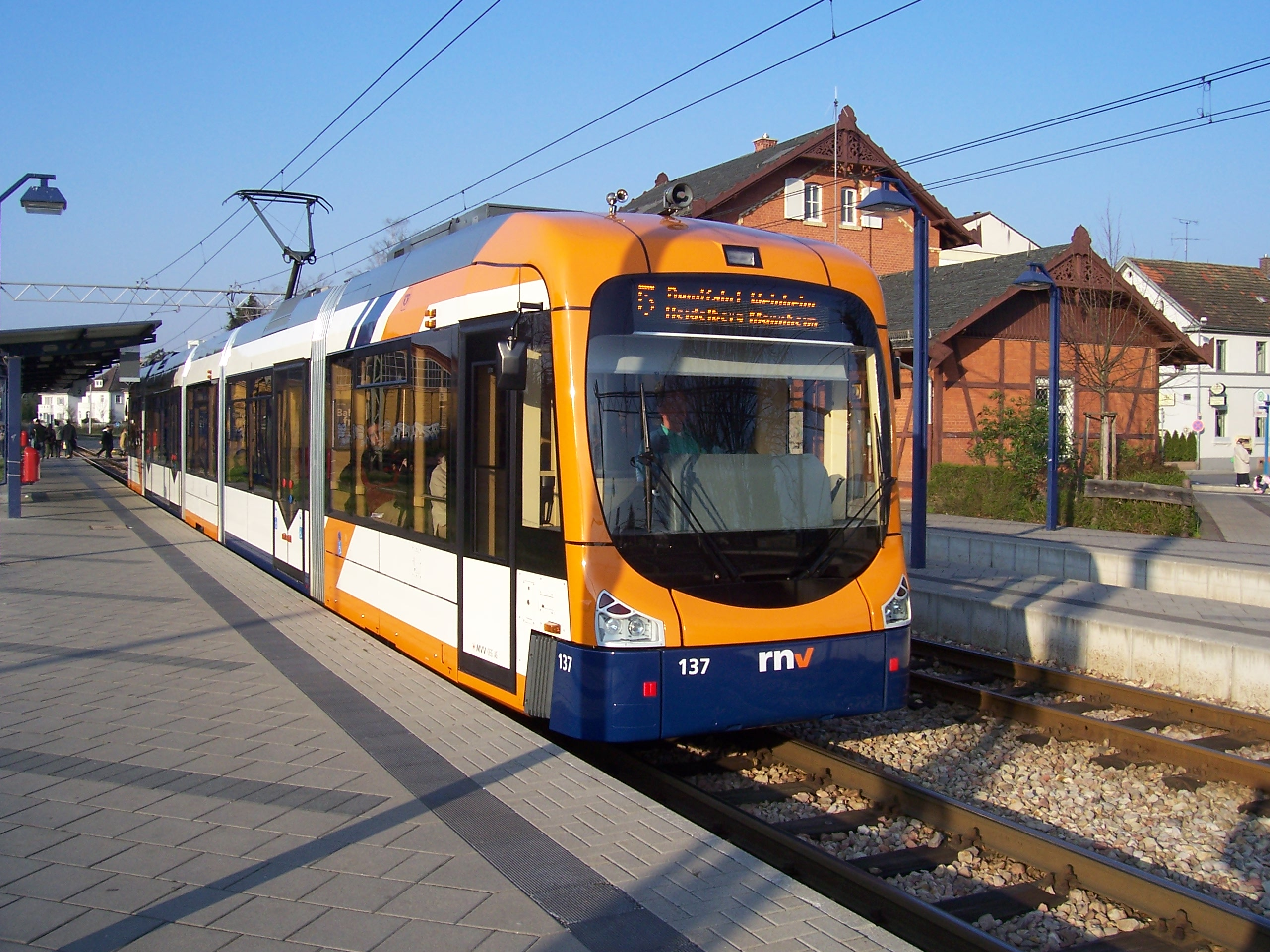
ドイツ：ライン＝ネッカー大都市圏
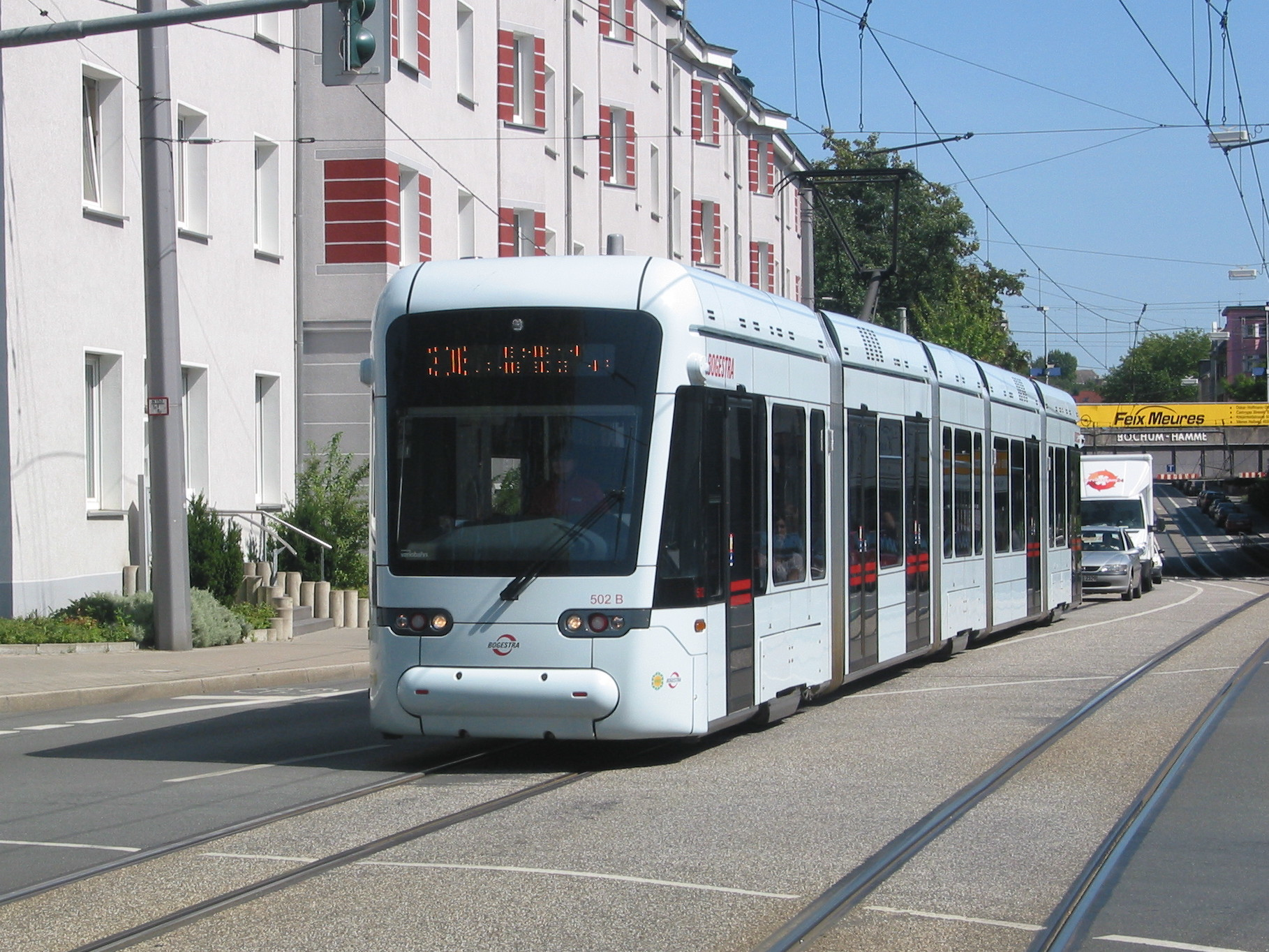
ドイツ：ボーフム
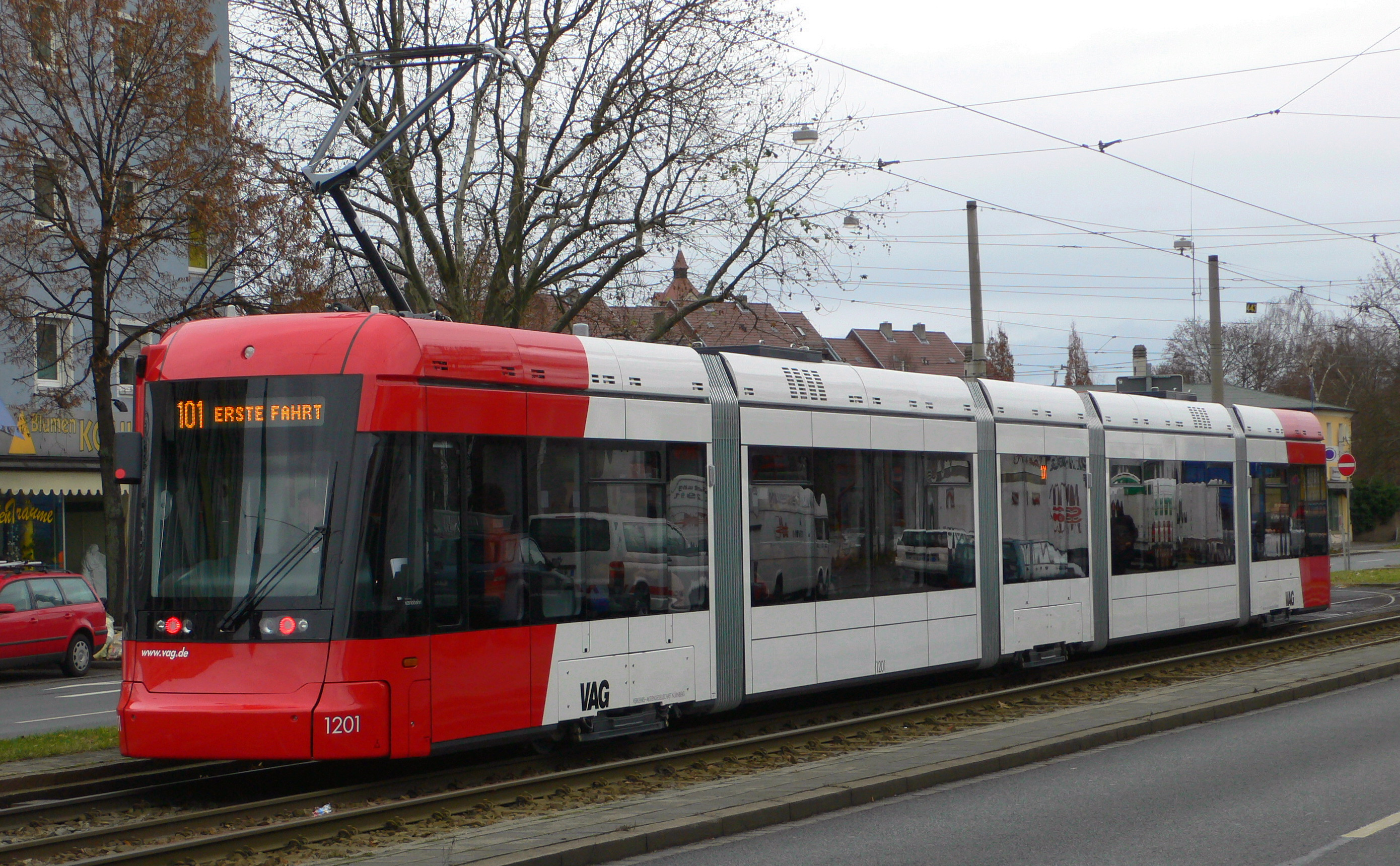
ドイツ：ニュルンベルク
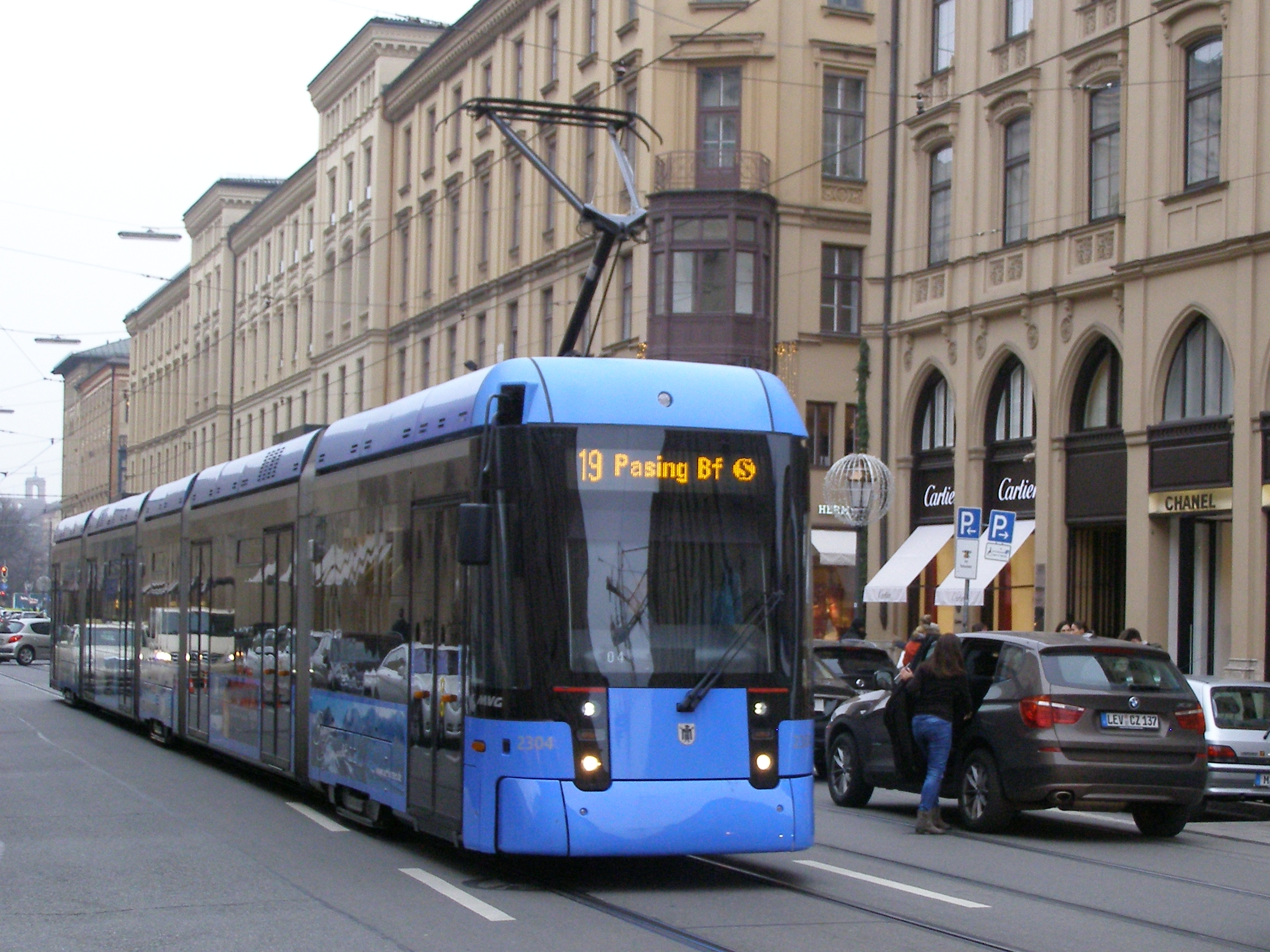
ドイツ：ミュンヘン
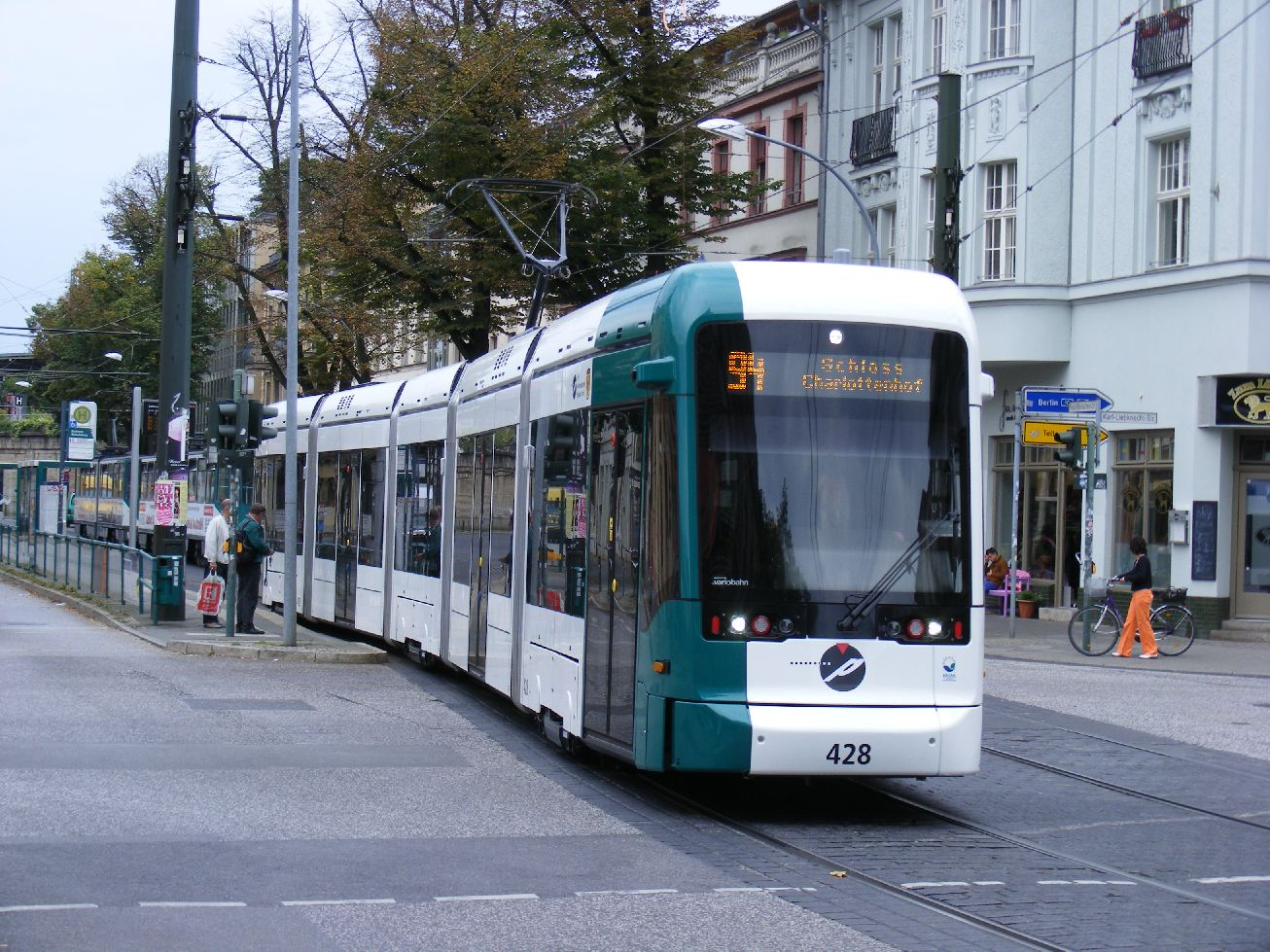
ドイツ：ポツダム
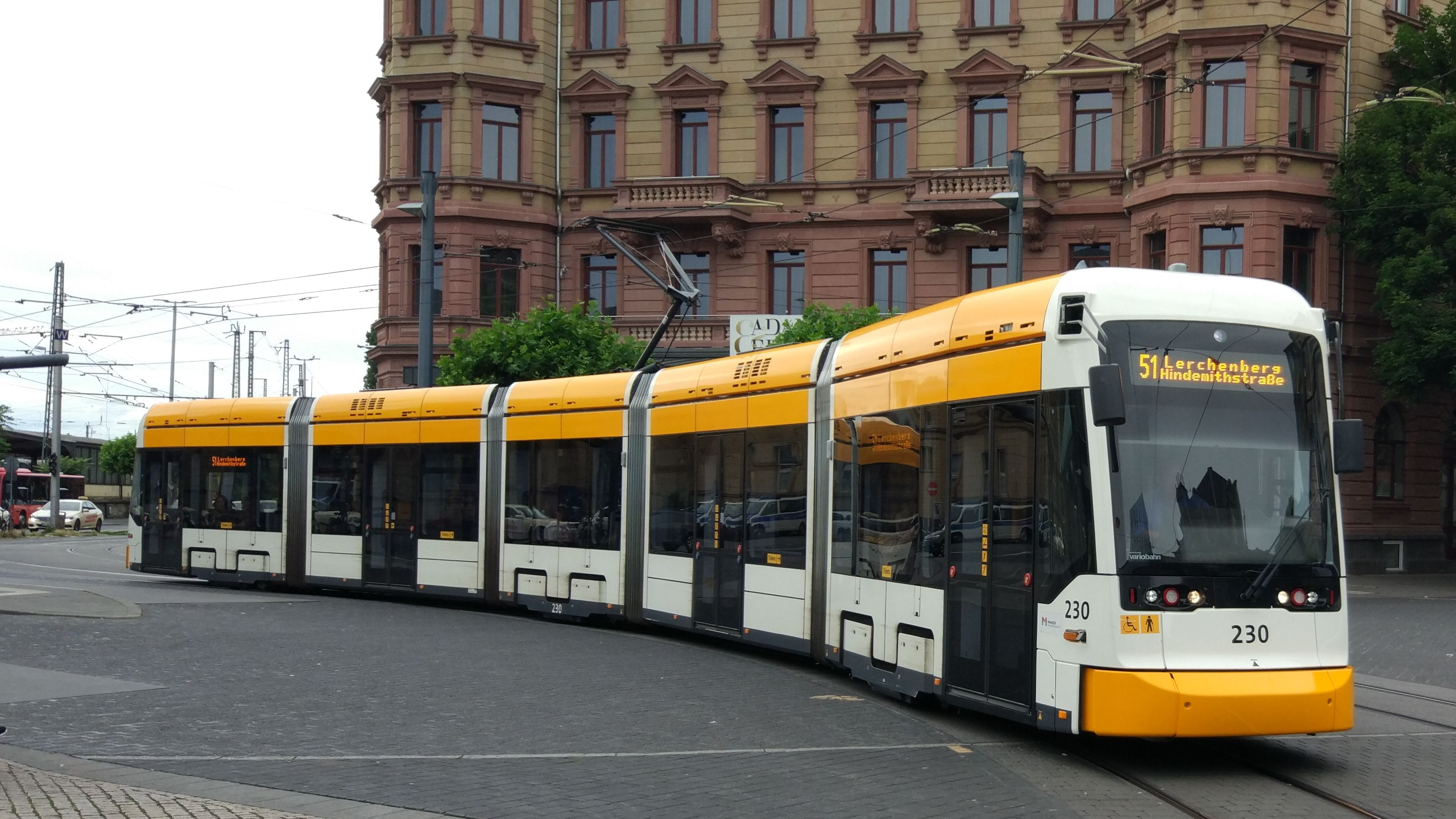
ドイツ：マインツ
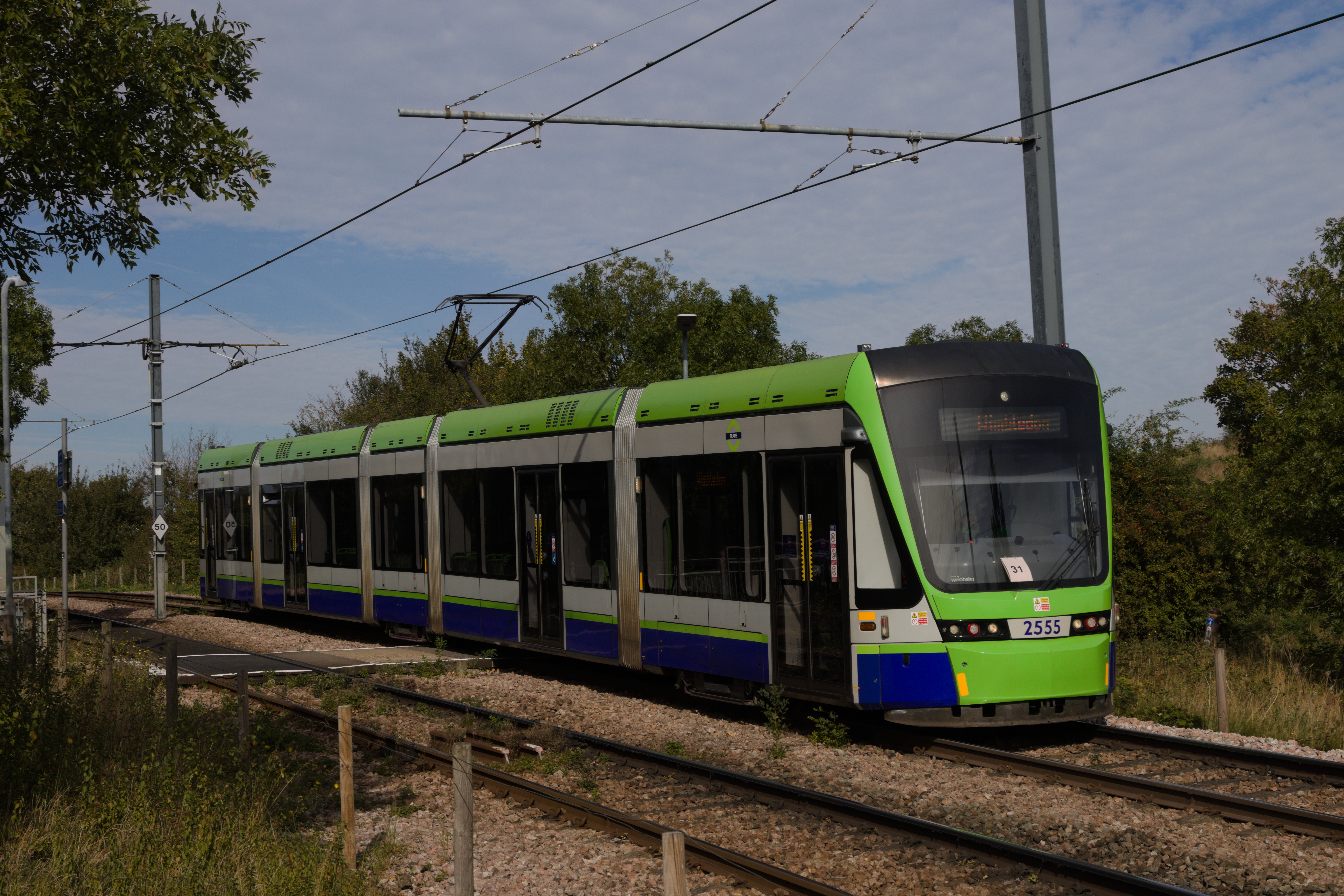
イギリス：ロンドン
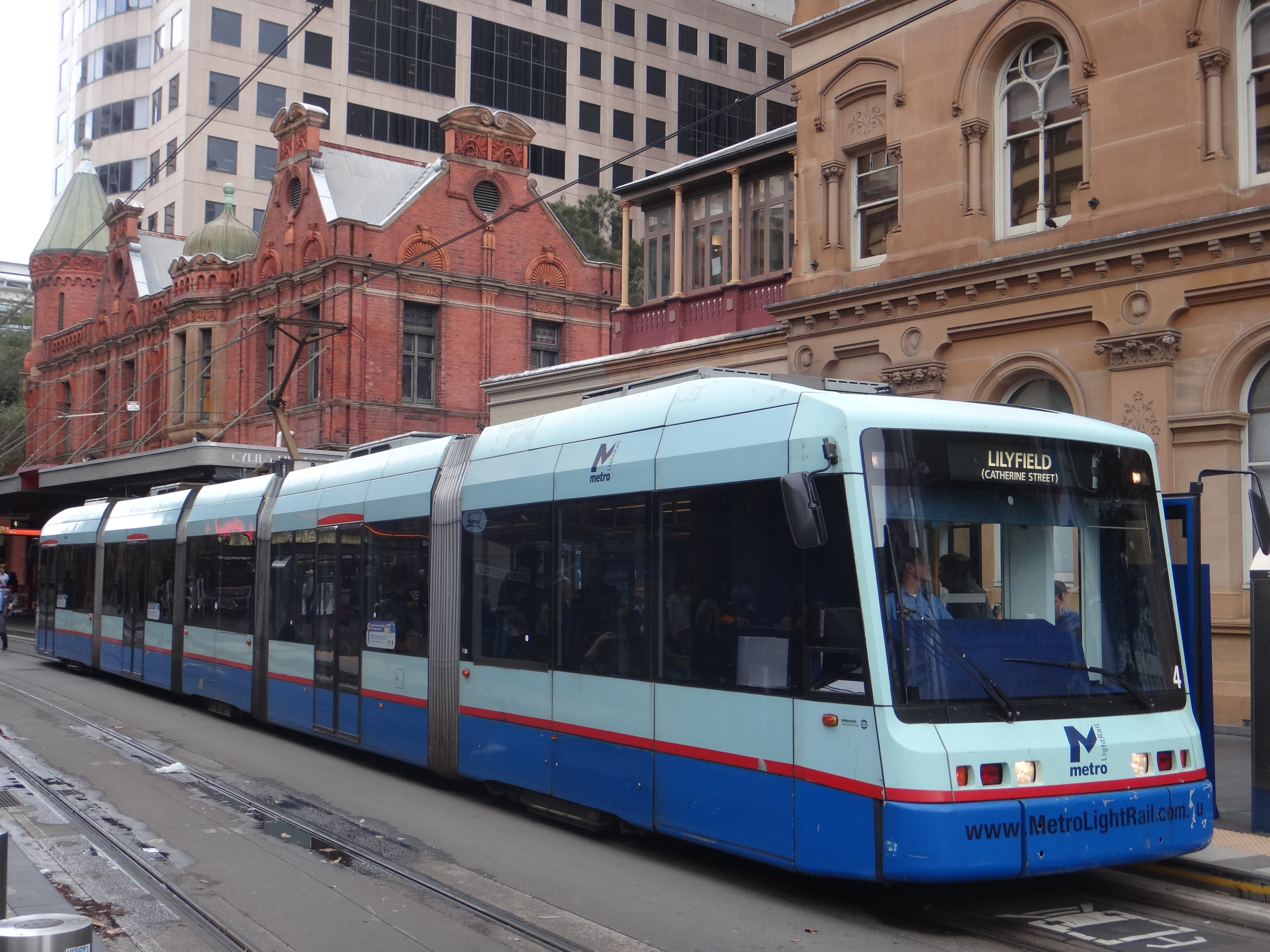
オーストラリア：シドニー
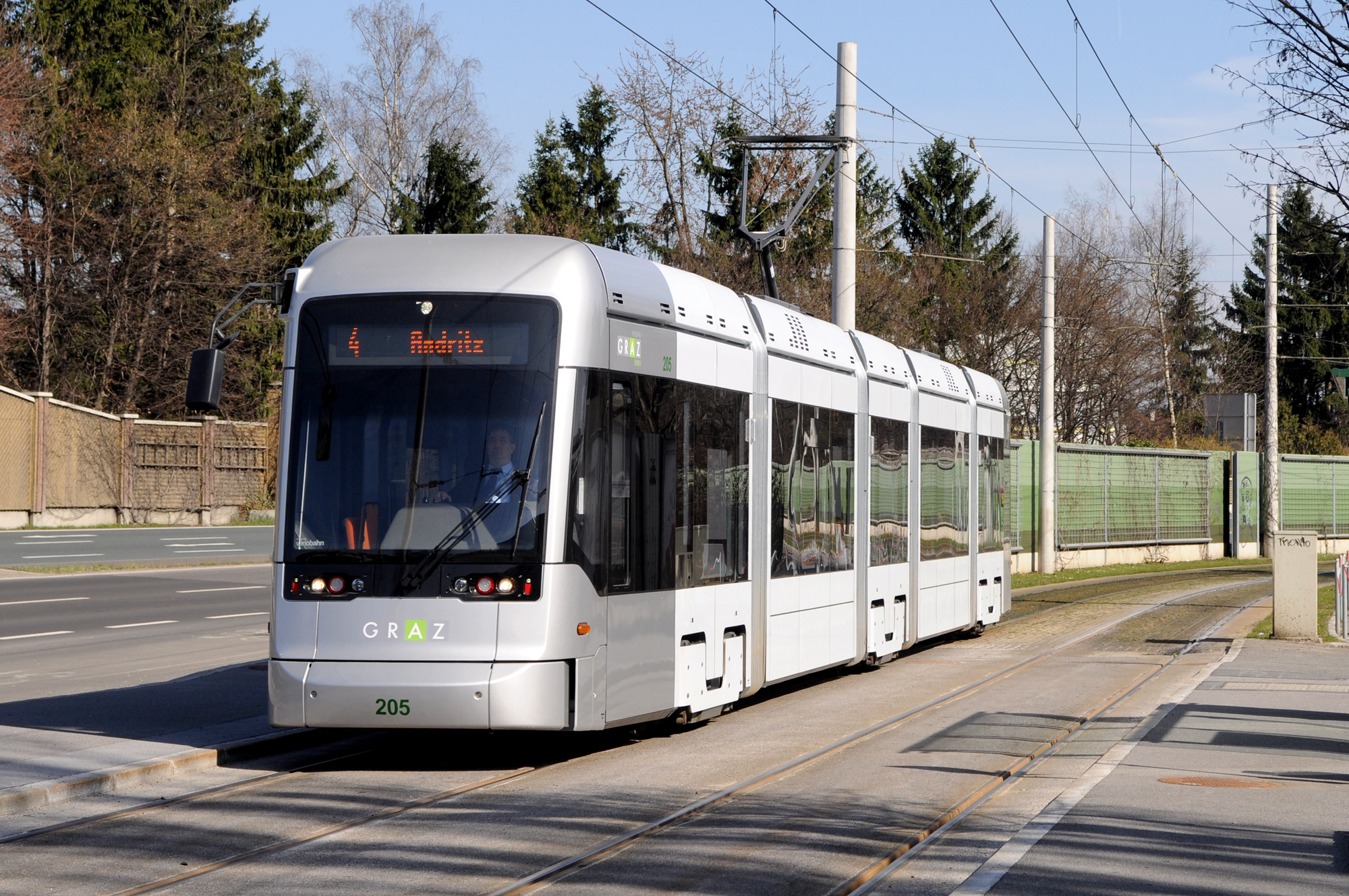
オーストリア：グラーツ
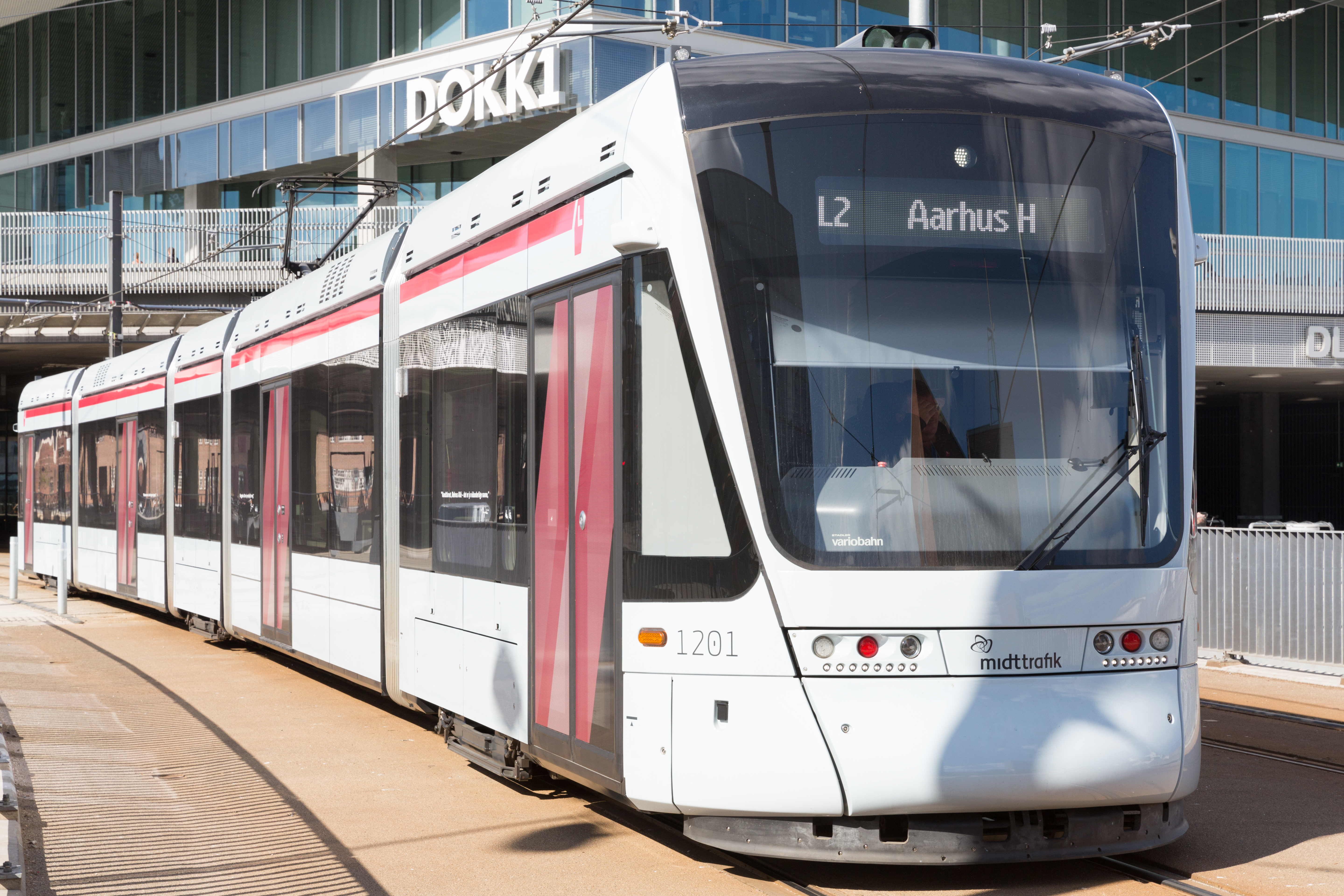
デンマーク：オーフス
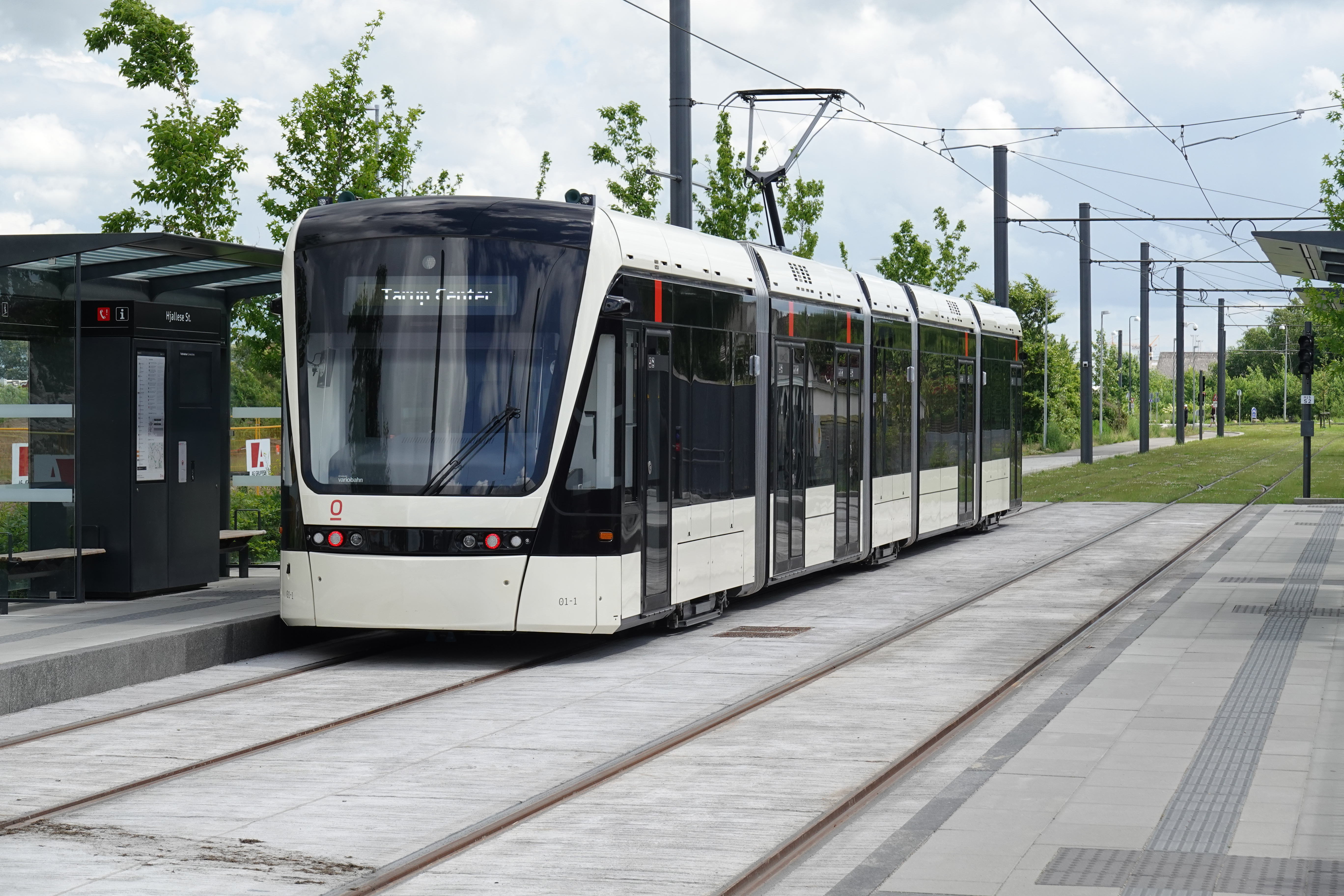
デンマーク：オーデンセ
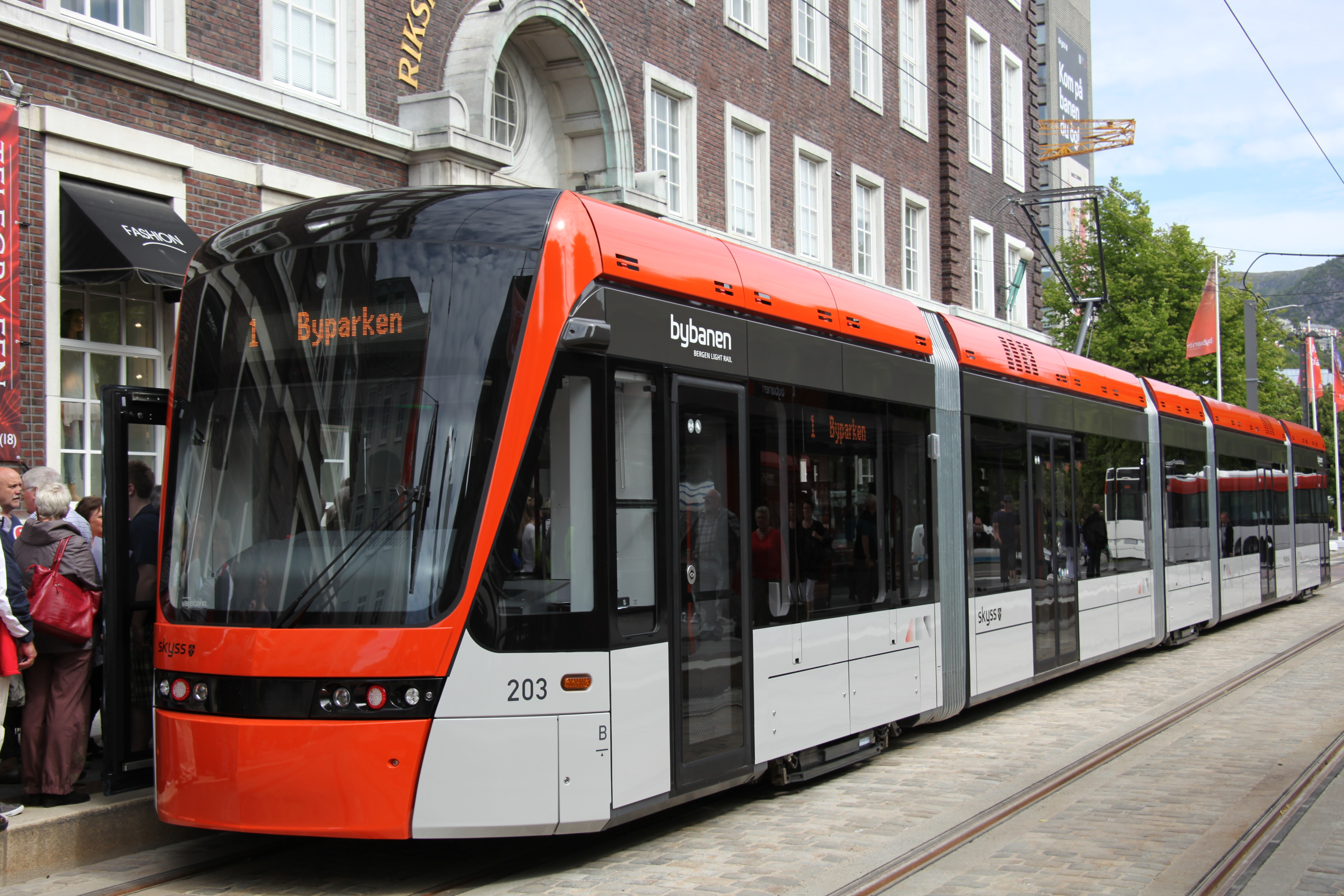
ノルウェー：ベルゲン
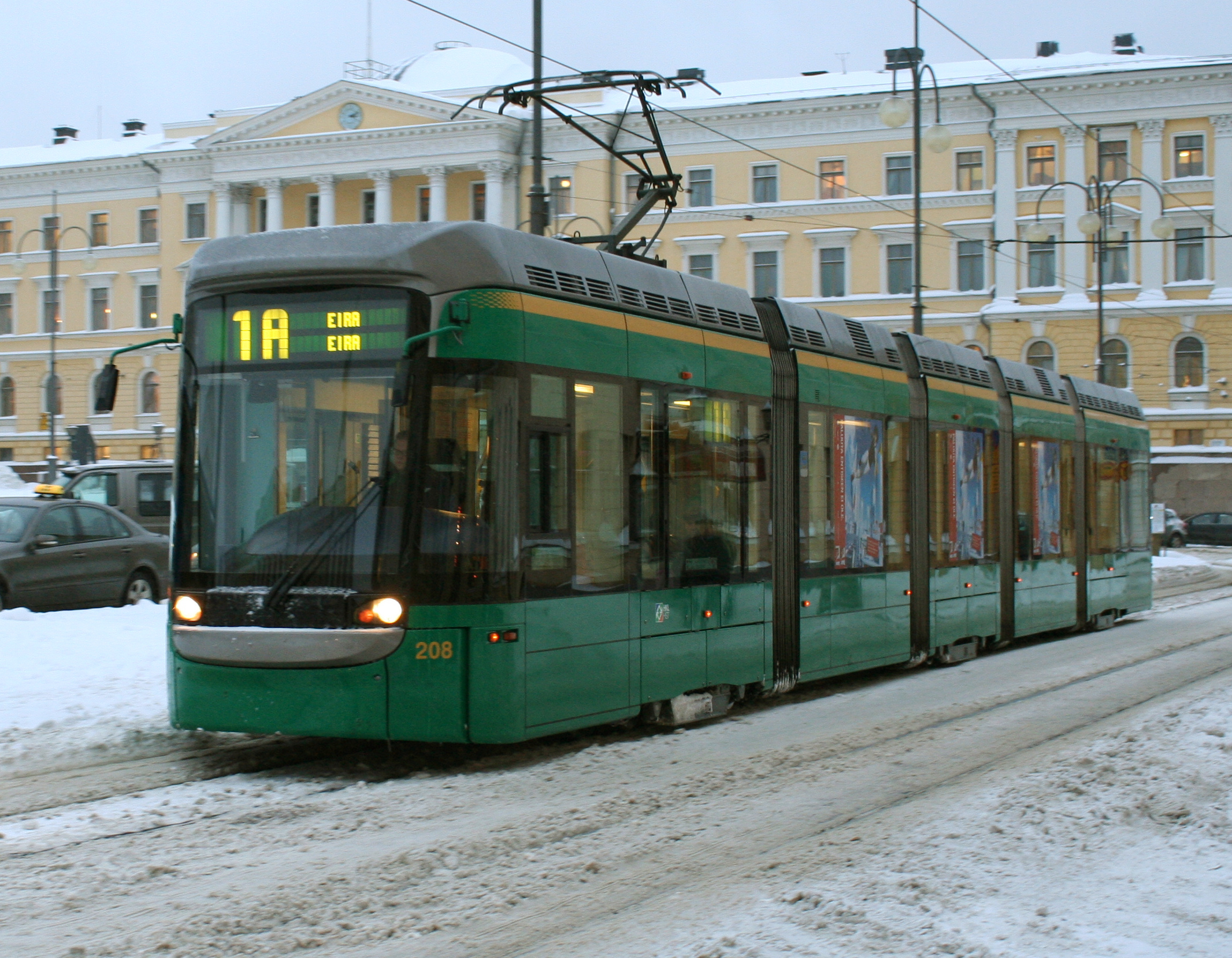
フィンランド：ヘルシンキ

## トラブル
- ミュンヘン（ミュンヘン市電） - ミュンヘン市電に導入されたバリオバーン（S形）について、2012年に車輪（弾性車輪）に用いられているゴムの損傷が発覚したことにより、その改善に伴い2013年まで全車が運用を離脱した。更に2014年にも台枠に亀裂が発見された事で、同年12月から翌2015年5月まで再度全車運用を離脱している[20][31][32][33][34]。
- ヘルシンキ（ヘルシンキ市電） - ヘルシンキ市電に導入されたバリオバーンは、線形条件に構造が合致しなかった事が要因となって台車の摩耗や騒音に加え台枠の亀裂などの故障が頻発し、製造を担当したボンバルディア・トランスポーテーションによる修繕が実施されていたが、2010年代でも多数の車両が運用を離脱する状況が続いた結果、修繕に関する契約が切れた2018年をもって全車とも営業運転を終了した[5][10]。